# Paul Berrondo
Paul Berrondo Rekalde (Sant Sebastià, Guipúscoa, 1967) és un actor basc de teatre, cinema i televisió que treballa a Catalunya.
Va estudiar interpretació a l'Institut del Teatre de Barcelona, on es va llicenciar.
Ha participat en nombroses produccions teatrals, de la mà de directors com Manel Dueso, Mario Gas, Sergi Belbel, Carme Portaceli i Carol López, així com en diverses pel·lícules (Libertarias, A la ciutat) i sèries de televisió, entre les quals destaquen Laberint d'ombres, "La Via Augusta" i "La Riera", on fa de cuiner.
Ha escrit i dirigit Waikiki Honolulu, representada al Teatre Romea el 2015.

## Filmografia

### Teatre
- 1987: Réquiem. Companyia Gelabert/Azzopardy
- 1989: Los ochenta son nuestros, d'Ana Diosdado, dirigida per Amparo Larrañaga
- 1992: Mariner de mar mediterrànea, de La Fura dels Baus
- 1993: Molt novembre, de Lluïsa Cunillé, dirigida per José Sanchis Sinisterra
- 1993: L'impromptu de Versalles, de Molière, dirigida per Magda Puyo
- 1993: Noun, de La Fura dels Baus
- 1994: Tarde de sábado, de Txema Ocio, dirigida per Txema Ocio
- 1994: El vals dels desconeguts, de Raimon Àvila, dirigida per Pere Planella
- 1995: Mephisto, d'Ariane Mnouchkine, dirigida per Pere Planella
- 1995: La Celestina, de Fernando de Rojas, dirigida per Hermann Bonnín
- 1996: Sara i Simón, escrita i dirigida per Manel Dueso i Almirall
- 1997: La ratonera, d'Agatha Christie, dirigida per Ramón Barea
- 1997: Zowie, de Sergi Pompermayer, dirigida per Lluís Homar
- 1997: Lectura de Hijos de la niebla, de Roger Justafré, dirigida per Ignasi Garcia
- 1998: Orfes, de Lyle Keesler, dirigida per Boris Rotenstein
- 1999: L'especulador, de David Greig, dirigida per Philippe Howar
- 2000: El criat, de Robin Maugham, dirigida per Mario Gas
- 2000-2001: El alcalde de Zalamea, de Pedro Calderón de la Barca, dirigida per Sergi Belbel
- 2001: Los sobrinos del Capitán Grant, de Miguel Ramos, dirigida per Paco Mir
- 2003: Lear, d'Edward Bond, dirigida per Carme Portaceli
- 2004: Una història en quatre parts, escrita i dirigida per Carol López
- 2005: V.O.S., escrita i dirigida per Carol López
- 2006: Last Chance (Última oportunitat), escrita i dirigida per Carol López
- 2007: Un enemigo del pueblo, de Henrik Ibsen, dirigida per Gerardo Vera
- 2008-2009: Germanes, escrita i dirigida per Carol López[2][5]
- 2009-2010: Boulevard, escrita i dirigida per Carol López[6][7]
- 2010: Dictadura-Transició-Democràcia, escrita i dirigida per Xavier Albertí, Lluïsa Cunillé, Roger Bernat, Jordi Casanovas, Nao Albet i Marcel Borràs[8]

### Cinema
- 1987: Qui t'estima, Babel?, dirigida per Ignasi P. Ferré
- 1991: L'home de neó, dirigida per Albert Abril
- 1994: Escenes d'una orgia a Formentera, dirigida per Francesc Bellmunt
- 1995: Assumpte intern, dirigida per Carles Balagué
- 1995: Libertarias, dirigida per Vicente Aranda
- 1996: Bwana, dirigida per Imanol Uribe
- 1999: El viaje de Arián, dirigida per Eduard Bosch
- 1999: Un banco en el parque, dirigida per Agustí Vila
- 2001: Bear's Kiss (original: Медвежий поцелуй, Medveji potselui), dirigida per Serguéi Bodrov
- 2003: A la ciutat, dirigida per Cesc Gay
- 2005: Ar meno un quejío, dirigida per Fernando de France
- 2005: Animals ferits, dirigida per Ventura Pons
- 2006: El perfum: Història d'un assassí, dirigida per Tom Tykwer
- 2006: Lo bueno de llorar, dirigida per Matías Bize
- 2008: Eskalofrío, dirigida per Isidro Ortiz
- 2008: Les dues vides d'Andrés Rabadán, dirigida per Ventura Durall
- 2009: V.O.S., dirigida per Cesc Gay

### Televisió
- 1987: Tres estrelles
- 1988: Som 1 meravella (6 episodis)
- 1994: Historias de la puta mili (1 episodi)
- 1996: Crack!
- 1996: Hospital (4 episodis)
- 1997: Cròniques de la veritat oculta (1 episodi)
- 1998: Laberint d'ombres (52 episodis)
- 1999: Pirata, telefilm dirigit per Lluís Maria Güell
- 1999: Polar
- 2002: Hospital Central (4 episodis)
- 2002: Majoria absoluta (1 episodi)
- 2002: Viento del pueblo: Miguel Hernández, telefilm dirigit per José Ramón Larraz
- 2003: Jugar a matar, telefilm dirigit per Isidro Ortiz
- 2003: Jet Lag (2 episodis)
- 2003: Cuéntame cómo pasó (1 episodi)
- 2006: El asesino del parking, telefilm dirigit per Isidro Ortiz
- 2007: La Via Augusta (7 episodis)
- 2009: Com pot ser que t'estimi tant, dirigida per Javier Daulte
- 2009: L'altra ciutat, telefilm dirigit per Sílvia Quer
- 2010: Ventdelplà (1 episodi)
- 2010: Ull per ull (2 episodis)
- 2010: La Riera

## Guardons
- 2005: Nominació al Premi Butaca al millor actor de repartiment per V.O.S.[9]
- 2006: Nominació al Premi Butaca al millor actor de repartiment per Last chance.[9]
- 2009: Premi Max de teatre al millor actor de repartiment pel seu paper a l'obra Germanes.[2][10][11]